# Federación de Fútbol de Macedonia del Norte
La Federación de Fútbol de Macedonia del Norte (en macedonio: Фудбалска Федерација на Северна Македонија) es la organización que controla el fútbol en Macedonia del Norte. También organiza la Liga de fútbol Makedonska Prva Liga, la Copa de Macedonia del Norte y la Selección de fútbol de Macedonia del Norte. Tiene su sede en Skopie.